# ジャンヌ・ダルク (ヘリ空母)
ジャンヌ・ダルク（Porte-hélicoptères Jeanne d'Arc, R97）は、フランス海軍で運用されていたヘリ空母。ジェーン海軍年鑑ではヘリ空母として扱われるが、巡洋艦に近い設計であるため、世界の艦船では、同軍の最後の巡洋艦として扱われている。起工時の艦名は「ラ・レゾリュー」（La Résolue）であったが、竣工時に前任の練習巡洋艦「ジャンヌ・ダルク」の艦名を踏襲して改名した。ジャンヌ・ダルクはフランスの英雄の名前。

## 来歴
1950年代半ばより、練習巡洋艦として用いられてきた「ジャンヌ・ダルク」の更新が必要となってきた。当初はコマンダン・リヴィエル級フリゲート（Aviso-escorteur）を複数艦用いることが検討されていたが、1956年、専用の大型艦の建造が決定された。これは、戦時には対潜戦や水陸両用作戦、兵員輸送任務にも充当することを想定した措置であった。これに基づいて建造されたのが本艦であり、1957年度計画において建造が認可された。

## 設計
本艦の設計はPH-57と称されており、防空巡洋艦「コルベール」をタイプシップとしている。ただし戦術要求から高速力が省かれたことから、機関区画の容積は削減されている。機械室は2室がシフト配置とされており、それぞれにラトー・ブルターニュ社製多管式ボイラー2缶とラトー・ブルターニュ社製蒸気タービン1基が設置されている。なお両者の間には中間区画はなく、1枚の隔壁で隔てられているのみである。なお海上公試の結果、排煙が艦橋構造物と干渉することが指摘されたことから、煙突が増高された。
船型は中央船楼型とされている。前半部は在来型の巡洋艦に近い設計とされており、中央部の上部構造物には指揮・管制・情報区画を収容し、中央部に主マストと基部に発着艦管制所を持つ1本煙突を集中させている。一方、艦の後半部には航空艤装が設けられている。

## 機能

### 航空運用機能
船楼甲板と連続して設けられたヘリコプター甲板は長さ62メートル×幅21メートルが確保されており、5個のヘリコプター発着スポットが設定されていた。同時に2機を発着艦させられるほか、発着スペースの前方と後方には更に2機を発進準備させておくことができた。またヘリコプター甲板の直下に設けられた格納庫はシュペルピューマ4機を収容できるほか、戦時には練習艦としての艤装を撤去することで、更に4機を収容できるスペースを確保できる。
格納庫後端部には、航空機の保守修理のための工作室が設けられているほか、弾薬の取り扱いもここで行われる。艦尾には力量12トンのエレベーターが設置されて、ヘリコプター甲板と格納庫とを連絡していた。なお、平時の搭載定数はウェストランド リンクス3機とアエロスパシアル アルエット III 3機であった。
なお、優れた指揮統制機能と航空運用機能を活かして水陸両用作戦に投入することも想定して、LCVP上陸用舟艇2隻も搭載されている。兵員輸送任務では、最大で大隊規模（700名）の輸送が可能である。

### 個艦防御機能
兵装としては、船楼前端部と艦尾甲板に55口径100mm単装両用砲（Mle.1953）を2基ずつ搭載したほか、1974年には、船楼前端部の100mm砲のあいだに、エグゾセMM38艦対艦ミサイルの単装発射筒を並列に片舷3基ずつ搭載した。なお2000年の改装により、100mm砲のうち艦尾甲板の2基は撤去されている。
設計段階ではマズルカ艦隊防空ミサイルや305mm対潜迫撃砲の搭載が検討されていたが、これは実現しなかった。またSENIT-2戦術情報処理装置やクロタル個艦防空ミサイルの後日装備も計画されたが、こちらも実現していない。

## 艦歴
「ジャンヌ・ダルク」はブレスト海軍工廠にて1960年8月7日に起工、1961年9月30日に進水、1964年7月16日に就役する。
2009年3月にはアタランタ作戦に参加するため「D640 ジョルジュ・レイグ」と共にソマリア沖・アデン湾に展開している。
2009年12月に最終航海を始め、アフリカ大陸に南米のリオデジャネイロにブエノスアイレス、カリブ海のフランス領アンティル諸島、北米はアメリカ合衆国のニューヨークやカナダを訪問した。2010年5月27日、13時30分にブレストに帰港。最終航海においてもフランス海軍士官学校の練習艦としての任務を全うした。
2010年に退役した。

## ギャラリー

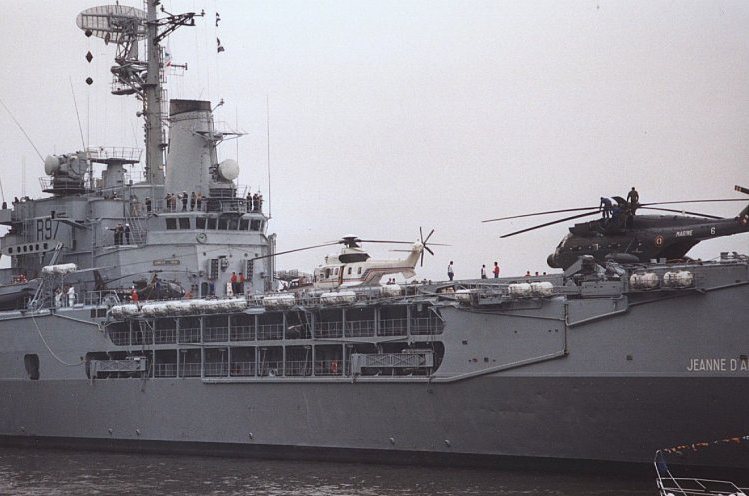
艦橋そばに駐機するシュペル・フルロン（1994年7月）
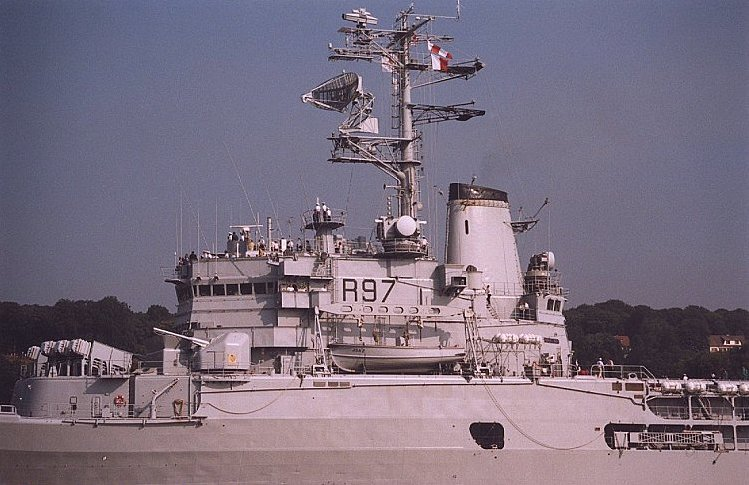
艦橋付近のクローズアップ（1999年7月）
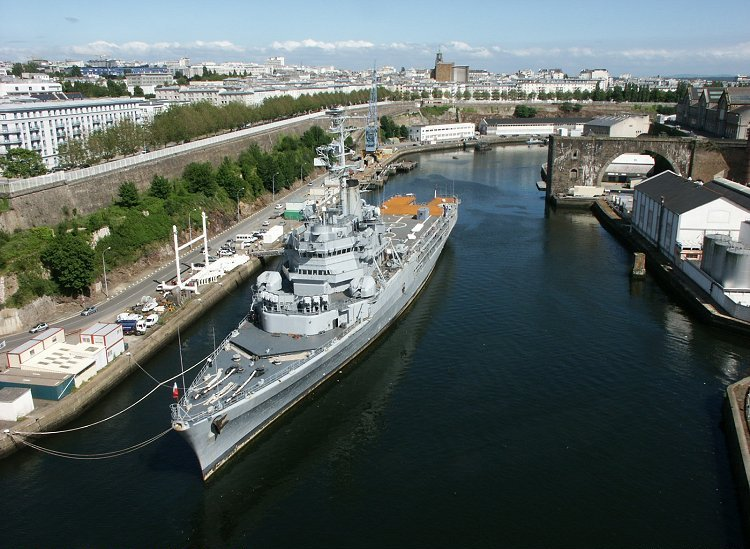
ブレストに停泊中のジャンヌ・ダルク（2003年6月11日）
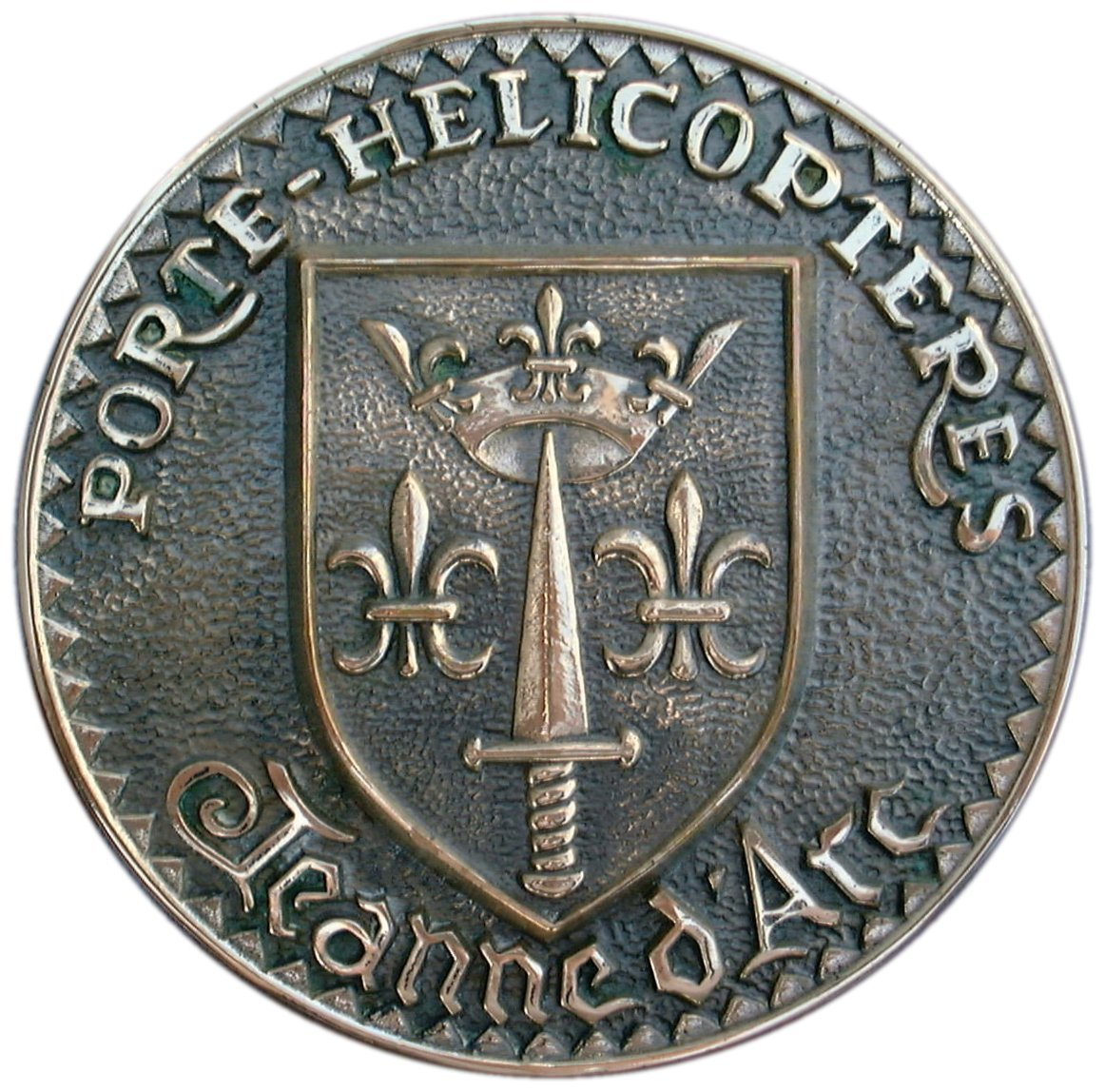
砲口栓（en:Tampion）